# Fundação Casa da Cultura de Marabá
A Fundação Casa da Cultura de Marabá (FCCM) é uma instituição de pesquisa e preservação histórico-ambiental sediada no município brasileiro de Marabá. Mantida pela prefeitura de Marabá, tem como principal atividade a pesquisa e resgate histórico regional, sendo a maior e mais bem estruturada instituição do tipo no sudeste do Pará. Além de pesquisa desempenha funções de museu histórico, antropológico e natural, além de escola.
É uma das instituições mais respeitadas do norte e nordeste do Brasil no âmbito da pesquisa, resgate e preservação ambiental e histórica. A diretora da fundação é a Advogada e pós-graduada em Políticas Públicas e Direitos Sociais Thaís Lucena.

## História
A FCCM surgiu em 1982 com o Grupo Ecológico de Marabá (GEMA). A organização do GEMA veio da preocupação com as grandes transformações que iriam ocorrer na região com a implantação do Projeto Grande Carajás (PGC). Os grandes projetos do PGC indicavam um cenário critico e de alerta para a preservação da memória regional.
A formação do GEMA, foi cimentada graças a presença de professores universitários e técnicos de pesquisa e extensão do "Campus Avançado da Universidade de São Paulo" em Marabá, o CAUSP (atual UNIFESSPA). A presença destes profissionais teve papel fundamental ao colaborar diretamente e incentivar a criação da fundação, principal instituição de pesquisa e resgate histórico da região. O fundador e ex-diretor da FCCM, Noé von Atzingen, foi um dos coordenadores do CAUSP.
As pesquisas sobre meio ambiente e antropologia exigiam um espaço adequado para serem desenvolvidas. Assim, em 15 de novembro de 1984 o prefeito de Marabá, Bosco Jadão, converteu o GEMA transformando-o em Fundação Casa da Cultura de Marabá, dando-lhe novas atribuições e assentando-o na escola José Mendonça Vergulino (onde mantinha sua sede). O local onde hoje se assenta sua sede, na Avenida VE-2 na Nova Marabá, foi doado á instituição em 1987 pela CVRD (atual Vale S.A.). A instituição foi formalmente instituída pela Lei Municipal nº 9.271, em 28 de dezembro de 1987.
A partir de sua criação, a FCCM ampliou suas atividades para captação de materiais tanto da cultura material como imaterial, ampliando ainda mais o acervo e salvaguardando a memória não só de Marabá, mas de toda a região.

## Características
Como instituição de pesquisa pautada principalmente no resgate histórico, a FCCM está subdividida em diversos setores. Como parte do projeto de resgate histórico e social, mantém uma escola de música e o arquivo público municipal.
É constituída pelos seguintes departamentos: Patrimônio Histórico, Departamento de Bibliotecas, Museu Municipal, Escola de Música, Administração e Difusão Cultural.
A FCCM tem o apoio e orientação do Museu Paraense Emílio Goeldi, em relação ao treinamento dos técnicos e identificação do material. Também trabalha em conjunto com a Universidade Federal do Sul e Sudeste do Pará (UNIFESSPA) e com a Universidade do Estado do Pará (UEPA) na formação de pessoal, na troca de informações sobre pesquisas e no tratamento e conservação de achados científicos.
Como museu histórico, natural e antropológico, a FCCM abrange os seguintes setores:
1. Antropologia;[10]
2. Arqueologia[1] e etnologia;[13]
3. Botânica;[1]
4. Geologia[1] e espeleologia;[13]
5. Zoologia.[1]

A FCCM mantém também a Pinacoteca Pedro Morbach, acervo de obras artísticas regionais e grande repositório de técnicas como o nanquim amazônico, estilo artístico com forte influência em Marabá. Desde o reaproveitamento do edifício Palacete Augusto Dias como "Museu Histórico Municipal Francisco Coelho", passou a gerir o espaço, transferindo para lá as funções de museu histórico (antes localizavam-se nos edifícios Aldeias da Cultura, na sede da FCCM).